# とりかえっこプリーズ
「とりかえっこプリーズ」は、スズキサン／さち&じゅり／ガルーラ小林のシングル。1998年2月10日にピカチュウレコードから発売された。

## 概要
- イマクニ?、小林幸子[注 1]、レイモンド・ジョンソンの3名からなる企画音楽ユニット・スズキサンのシングル。スズキサンとしての参加は表題曲のみだが、小林はさちとガルーラ小林名義でカップリング曲にも参加している。
- 表題曲はメディアファクトリー『ポケモンカードゲーム』のCMソングとして使用された。2016年にはポケモンカードゲーム20周年を記念し、当時のCMを再現したリメイク版を放送された[1]。
- カップリング曲は両曲ともテレビアニメ『ポケットモンスター』のエンディングテーマとして使用された。内、「ポケットにファンタジー」は2019年にメンバーの小林が自身のニコニコ動画アカウントに初音ミクとのデュエット動画を投稿しセルフカバーしている[2]。
- オリコンチャート初登場12位を獲得。今作以降は作品が発売されなかったため、自身唯一のトップ20入りを果たした。

## 収録曲
（全作詞：戸田昭吾、作曲：たなかひろかず）
1. とりかえっこプリーズ [4:03]
歌：スズキサン
編曲：たなかひろかず
  - イマクニ?とレイモンド・ジョンソンとしては「ポケモン言えるかな?」以来の楽曲となる。
2. ポケットにファンタジー [3:59]
歌：さち&じゅり
編曲：中村暢之
3. ポケモン音頭 [4:20]
歌：ガルーラ小林
編曲：渡部チェル
4. とりかえっこプリーズ (オリジナルカラオケ) [4:03]
5. ポケットにファンタジー (オリジナルカラオケ) [3:53]

## 参加ミュージシャン
スズキサン
- イマクニ?：Vocal (#1)
- コバヤシ!：Vocal (#1,2,3) [注 2]
- レイモンド・ジョンソン：Vocal (#1)

Support Musician
- じゅり：Vocal (#2)
- 渡部チェル：Manipulator (#1,4)、Keyboards (#3)
- 伝田一正：Guitar (#1,4)
- ポケモンフィルハーモニーオーケストラ：Performer (#2,5)
- 新津姉妹：Handclaps (#3)
- アーボ（CV:坂口候一）：Voice Actor (#3)
- ドガース（CV:石塚運昇）：Voice Actor (#3)

## タイアップ
- メディアファクトリー『ポケモンカードゲーム』CMソング (#1)
- テレビ東京系列アニメ『ポケットモンスター』3代目エンディングテーマ (#2)
- テレビ東京系列アニメ『ポケットモンスター』4代目エンディングテーマ (#3)

## 収録アルバム
- ポケモン♪ベストコレクション (#1)
- みんなで選んだポケモンソング♪ベストコレクション (#1)[注 3]
- ポケットモンスターサウンドアニメコレクション 音楽集 名場面集 (#2)
- ポケットモンスター TVアニメ主題歌ソング集 パーフェクトベスト（1997-2003） (#2,3)